# Wilhelm Wegener (Rechtshistoriker)
Wilhelm Wegener (* 2. November 1911 in Bad Lippspringe; † 6. April 2004 in Göttingen) war ein deutscher Wirtschaftsjurist und Rechtshistoriker.

## Leben
Wilhelm Wegener, als Sohn von Luise Wegener, geborene Juckenack, und Paul Wegener (Facharzt für Lungenkrankheiten) in Westfalen geboren, besuchte das Gymnasium in Paderborn und studierte anschließend an den Universitäten von Marburg, Göttingen, München und Bonn Rechts- und Staatswissenschaften. In Bonn erhielt er 1935 einen Abschluss als Diplom-Volkswirt. 1937 absolvierte er die juristische Staatsprüfung und trat der NSDAP bei. Nach der Promotion zum Dr. jur. im Jahr 1939, einer Tätigkeit als Wirtschaftsjurist von 1940 bis 1945 in Berlin, gefolgt von einer von 1945 bis 1955 dauernden Tätigkeit als wissenschaftlicher Assistent an der Universität Göttungen, wo Wegener sich 1954 habilitierte, wurde er am 1. Oktober 1956 außerordentlicher und 1958 ordentlicher Professor für Deutsche und vergleichende Rechtsgeschichte, Handels- und Arbeitsrecht an der Universität des Saarlandes. Bis zu seiner Emeritierung 1978 hatte er an der Universität des Saarlandes einen Lehrstuhl für Deutsche und Vergleichende Rechtsgeschichte inne. Später lebte er in Göttingen.
Er engagierte sich nicht nur in verschiedenen universitären Gremien, sondern insbesondere auch in der Kommission für saarländische Landesgeschichte und Volksforschung. Die Rechtsgeschichte in Forschung und Lehre stand im Zentrum seines Wirkens. Er war ein geschätzter wissenschaftlicher Genealoge. Das von ihm herausgegebene Werk Genealogische Tafeln zur mitteleuropäischen Geschichte (Göttingen 1962–1969) wird weithin zitiert.
Eine von Wegener initiierte Urkundensammlung wurde von ihm 1992/98 an das Südtiroler Landesarchiv übergeben.
Wegener war ab 1956 korrespondierendes und ab 1970 ordentliches Mitglied der Historischen Kommission der Sudetenländer. Er wurde 1958 Mitglied der Burschenschaft Germania Saarbrücken. Ab 1960 war er ordentliches, ab 1968 korrespondierendes Mitglied der Historischen Kommission des Saarlandes, von 1970 bis 1975 wieder ordentliches Mitglied und stellvertretender Vorsitzender der Kommission. Wilhelm Wegener war evangelisch und ab 1942 mit Marta Wegener, geborene Grimm, verheiratet.

## Veröffentlichungen (Auswahl)
- Die neuen deutschen Verfassungen. 1947.
- Die internationale Donau (= Göttinger Rechtswissenschaftliche Studien. Band 2). 1951.
- Böhmen, Mähren und das Reich im Hochmittelalter. Untersuchungen zur staatsrechtlichen Stellung Böhmens und Mährens im Deutschen Reich des Mittelalters 919–1253 (= Ostmitteleuropa in Vergangenheit und Gegenwart. Band 5), Böhlau, Köln 1959; zugleich Habilitationsschrift 1954.
- als Hrsg.: Festschrift Karl G. Hugelmann. 2 Bände. 1959.
- Genealogische Tafeln und mitteleuropäische Geschichte. 1962–1969.